# マクシミヌス・ダイア

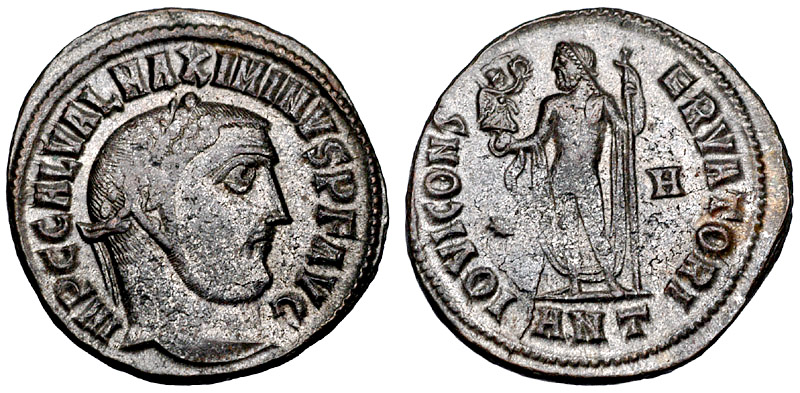
マクシミヌス・ダイアの発行したフォリス銅貨

ガイウス・ウァレリウス・ガレリウス・マクシミヌス（Gaius Valerius Galerius Maximinus, 270年11月20日 - 313年7月または8月）は、ローマ皇帝（在位：308年 - 313年）。元はダイア（Daia）という名前であった。ガレリウス帝の甥（同帝の姉妹の息子）である。

## 略歴
出自はダキア属州（マケドニア属州と共にイリュリクムに属した）のドナウ川周辺に生まれた農民であった。軍に入隊して優れた殊勲を上げ、305年には母方の伯父ガレリウス帝に引き立てられて副帝の地位を授けられ、シリア属州とアエギュプトゥスを支配するようになった。
308年、リキニウス帝が正帝となった後、マクシミヌス・ダイアとコンスタンティヌスはどちらも "filii Augustorum"（正帝の息子）を名乗った。そしてマクシミヌスは、310年のサーサーン朝との戦役から後は、はっきり正帝として振舞ったと思われる。
311年にガレリウス帝が死去し、マクシミヌス・ダイアはローマ帝国の東側をリキニウス帝と分割することになった。リキニウス帝はコンスタンティヌス帝と連携を始めたので、マクシミヌス・ダイアは副帝を僭称してイタリアを支配するマクセンティウスと陰で連携した。313年にリキニウス帝とはっきり決裂したが、小アジアのヘラクレア・ポンティカ (Heraclea Pontica) 近郊にてツィラッルムの戦い (en) に大敗した（4月30日）結果、ニコメディアを経由してタルススに逃亡し、8月に死亡した。
キリスト教の史料においてマクシミヌス・ダイアは、ガレリウス帝が解除したキリスト教徒の迫害令を再び執行したとのことで悪く記述されているが、客観的な記載ではない可能性がある。